# Tony Mimms
Tony Mimms, pseudonimo di Anthony Rutherford (Glasgow, 22 aprile 1949 – Roma, 16 febbraio 2005), è stato un musicista, produttore discografico e direttore d'orchestra scozzese, tra i più celebri arrangiatori e produttori di musica leggera italiana.

## Biografia
Giunse in Italia nel 1966, con il suo gruppo, The Senate, insieme a Mike Fraser e a Robbie Mc Intosh (in seguito con i The Primitives): scoperti e lanciati dall'avvocato Alberico Crocetta, incisero alcuni 45 giri per la ARC, tra cui il successo "L'ombra di un lontano amore".
Scioltosi il gruppo, pubblicò un disco da solista nel 1970, con la collaborazione de i Pyrañas, ed un altro nel 1972; collaborò poi con la RCA Italiana come arrangiatore.
Arrangiò dischi come Vol. 8 e Rimini, di Fabrizio De André (che lo definiva un "grandissimo musicista" e ne apprezzava la capacità che aveva, lui, nato trombettista, di scrivere "le partiture d'archi come i fiati" ) e album di  Claudio Baglioni (Questo piccolo grande amore, Gira che ti rigira amore bello), Mia Martini (Oltre la collina), gli Alunni del Sole (Jenny e la bambola), Ivan Graziani, Mina(Ancora dolcemente - dall'album Singolare), Adriano Celentano, Loredana Bertè, Renato Zero, Camaleonti (...e camminiamo), Mario Lavezzi, Alberto Radius, Blizzard  (Stone by Stone) e molti altri.
Il 31 gennaio 2005 stava camminando per una strada di Roma quando fu investito da una vettura durante un tentativo di attraversamento delle e morì il successivo 16 febbraio. I suoi resti vennero successivamente tumulati nel cimitero Flaminio sempre a Roma.

## Discografia

### Album con i Senate
- 1969: Piper Club Dance (ARC, ALPS 11011)
- 1969: Le più belle canzoni dei Beatles & dei Rolling Stones (RCA Italiana, ALPS 10440)

### Album da solista
- 1970: Tony Mimms (RCA Italiana, PSL 10454)
- 1972: S.O.S. (Enny, ENNY 55096)

### Singoli da solista
- 1969: Midnight Cowboy/Le belle di notte (RCA Italiana, PM 3503)
- 1976: Beautiful Feelin'/Soul Connection (OK Production, 5401 002)
- 1978: Come ti vorrei amare/Il sole è alto (OK Production, 5401 009)